# Временный комитет управления Ингерманландии
Временный комитет управления Ингерманландии, также Временный комитет Западной Ингерманландии (фин. Inkerin väliaikainen hoitokunta, Länsi-Inkerin väliaikainen hoitokunta) — организация ингерманландских беженцев в Финляндии в 1919—1920 годах.

## История
«Временный комитет управления Ингерманландии» был образован ингерманландскими беженцами 31 января 1919 года в Хельсинки и состоял из девяти человек под председательством профессора Пиетари Тойкка. Позднее в состав комитета вошёл приехавший из Советской России журналист Каапре Тюнни. Членами комитета были также: лейтенант Пиетари Тапанайнен, преподаватели Й. Койвистойнен и П. Кирьянен, инженер Й. Саволайнен, агроном Тойво Тойкка, артист, режиссёр, писатель, художник Ийсакки Латту, сельский староста Микка Тирранен и банкир Ханнес Сааринен. Целью работы представительного органа ингерманландских эмигрантов было заявлено получение разрешений беженцами на работу в Финляндии, а также набор добровольцев для освобождения Ингерманландии от большевиков.
1 февраля 1919 года Комитет обратился к финляндским правительственным кругам за финансовой поддержкой в борьбе с большевиками, но ни к какому результату это не привело. 8 февраля 1919 года Комитет обратился к министру иностранных дел Финляндии Карлу Энкелю с просьбой о выдаче ссуды, а также за разрешением добровольцам вступать в «летучую роту» («lentävä komppania») подполковника Ю. Эльфенгрена, но получил отказ.
Когда стало ясно, что Финляндия не будет предоставлять Комитету никакой помощи, он обратился к правительству Эстонии. В результате переговоров членов комитета П. Тапанайнена, Й. Саволайнена и Т. Тойкка с правительством Эстонии 26 марта 1919 года был заключен договор об освобождении Ингерманландии от большевиков. В Эстонии из беженцев был создан Западно-Ингерманландский полк численностью 1500 человек, отличительным знаком которого стал шеврон с изображением ингерманландского герба. Полк участвовал в боевых действиях в западной части Петроградской губернии на южном побережье Финского залива в ходе весенне-летнего наступления Северного корпуса под командованием А. П. Родзянко и осеннего наступления на Петроград Северо-Западной армии генерала Н. Н. Юденича.
В среде ингерманландцев, относительно целей и задач Комитета, единства не было. Выдвигались требования, начиная от культурной автономии вплоть до создания независимого государства. Однако «Временный комитет управления Ингерманландии» (с 31 августа 1920 года — «Временный комитет Западной Ингерманландии»), сотрудничавший с Эстонским правительством, выступал против выдвинутых радикалами планов объединения Эстонии, Финляндии, Ингерманландии и Восточной Карелии в единое государство и ограничивался обещанной «Северо-Западным правительством» национально-культурной автономией.
Комитет был распущен в конце 1920 года после подписания Тартуского мирного договора между РСФСР и Финляндией. На переговорах присутствовал представитель комитета Каапре Тюнни.

## Председатели Временного комитета
- 31 января, 1919 — 31 августа, 1920 — Пиетари Тойкка
- 31 августа, 1920 — ноябрь 1920 — Каапре Тюнни

## Фото

Члены комитета
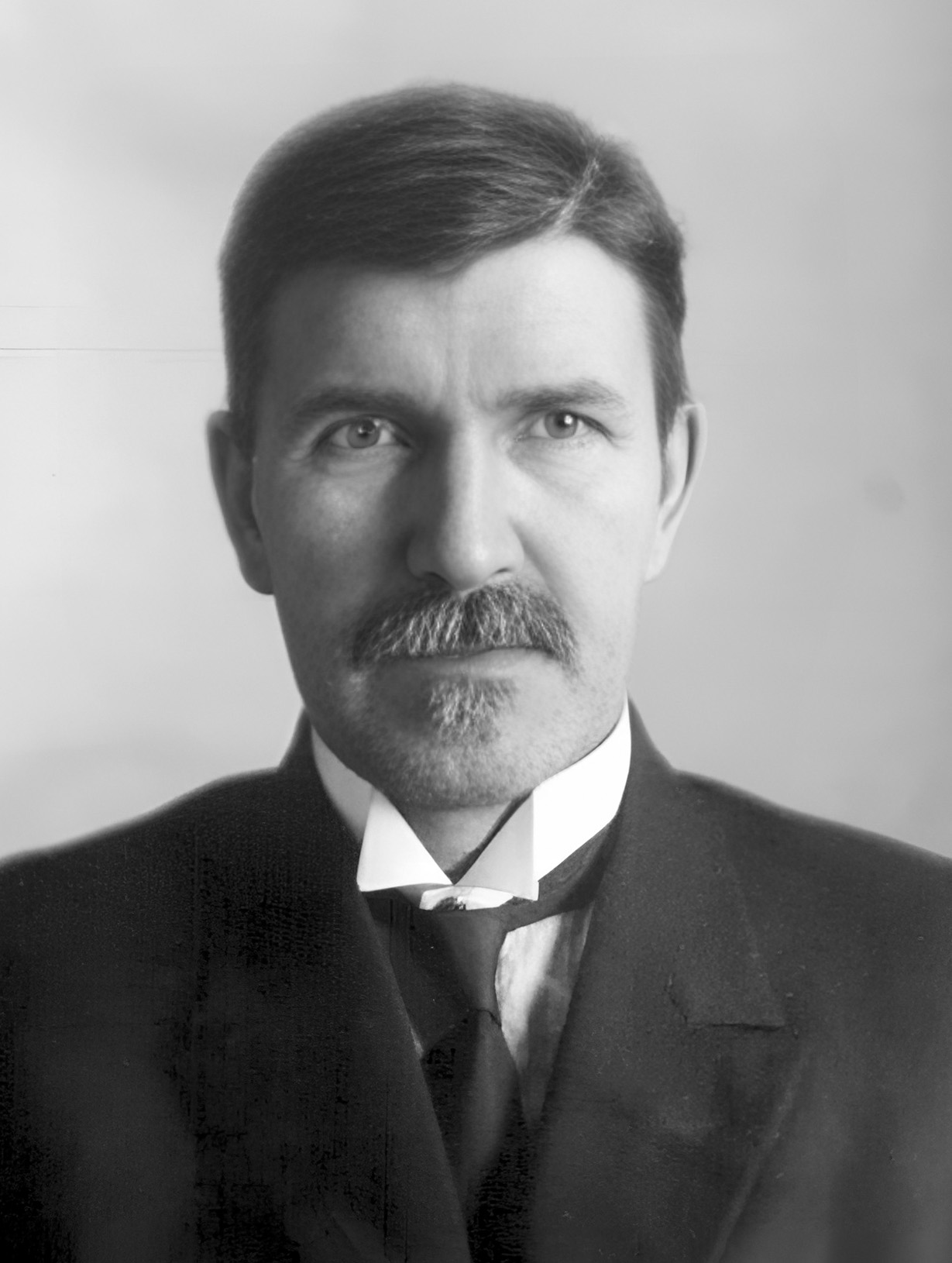
Каапре Тюнни
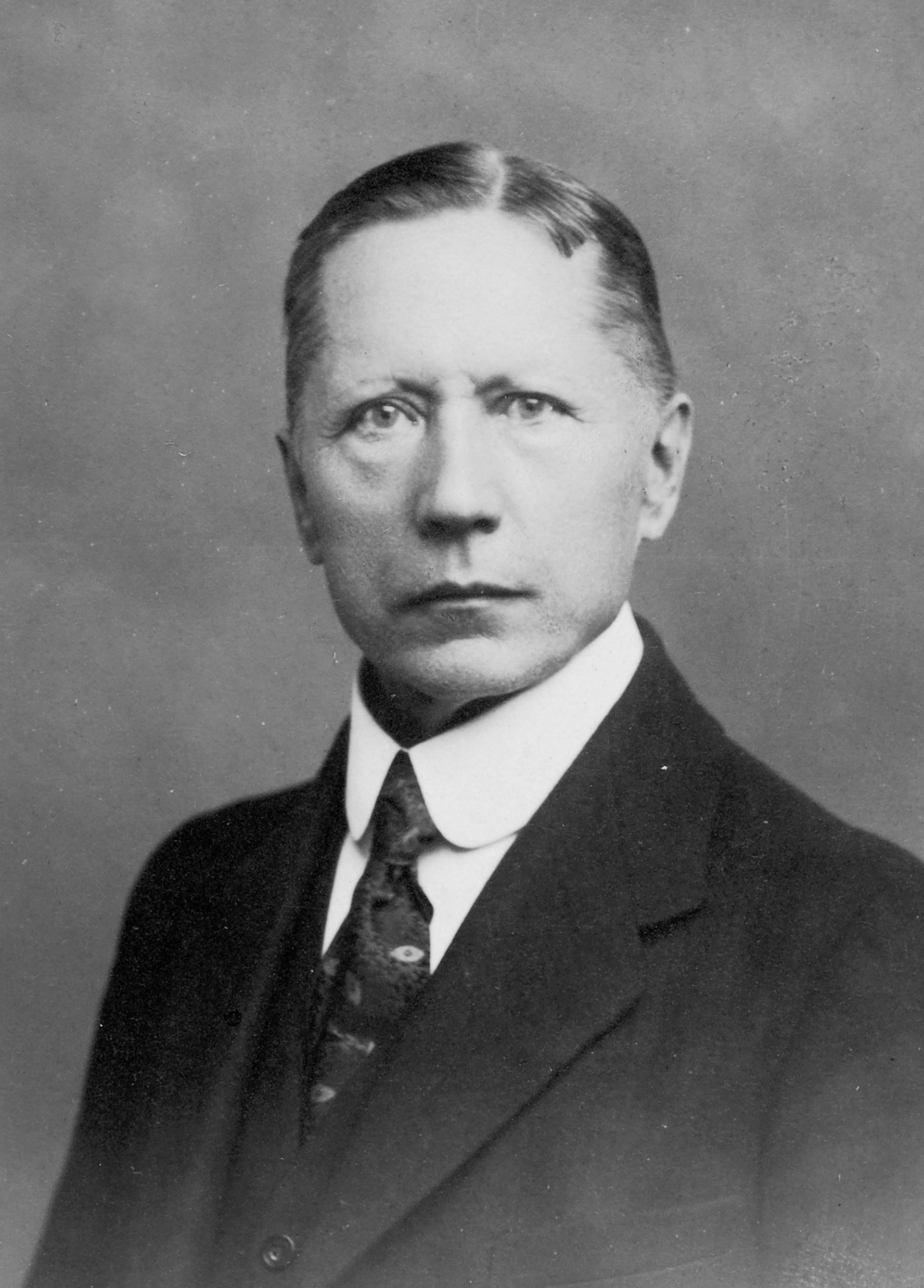
Ийсакки Латту